# Nyizsnyekamszki-víztározó
A Nyizsnyekamszki-víztározó (oroszul: Нижнекамское водохранилище) Oroszországban, a Káma folyón kialakított vízlépcsősor „alsó” része, harmadikként megépített nagy víztározója. (Először a Kámai-víztározó, majd a Votkinszki-víztározó készült el).

## A tervek
A terv relizálása 1963-ban kezdődött. A Nyizsnyekamszki vízerőműt a gáttal Nyizsnyekamszkhoz közel, Naberezsnije Cselni városnál építették fel és 1250 MW végleges teljesítményre tervezték. A gát mögött létesítendő víztározó vízszintjét 68 m abszolút magasságban határozták meg (feltöltött állapotban). Ezzel a vízszinttel számolva a tervezett víztározó befogadóképessége 12,9 km³; hossza 270 km; maximális szélessége 25 km; a vízfelszín területe 2580 km².

## A megvalósítás
A tározó 1979-re készült el, de feltöltését egy közbenső értéknél, 62 m-es vízszintnél leállították. 1986-ban a szovjet Tervhivatalban úgy vélték, hogy nem célszerű a tározót 68 m-re feltölteni, habár ezzel a vízerőmű teljesítménye több mint duplájára emelkedhetne. (Megjegyzendő, hogy a Kámán lejjebb, Nyizsnyekamszktól kb. 40 km-re ekkor már javában épült a tatárföldi atomerőmű, melynek épülete egyébként szintén befejezetlenül áll.) Az előirányzott 68 m-es vízszint elérését az 1990-es évek elejére tervezték, a Szovjetunió felbomlását követő válság és a környezetvédők erősödő tiltakozása miatt azonban a folytatás elmaradt. 
Így a tározó vízfelületének területe a tervezettnél 2,5-szer kisebb lett; ráadásul csaknem a felét sekély, legfeljebb 2 m mély részek alkotják. A megvalósult víztározó:
- befogadóképessége: 2,9 km³
- hossza 185 km a Kámán és 157 km a Belaján
- maximális szélessége 15 km, átlagos szélessége 4 km
- átlagos mélysége 3,3 m, maximális mélysége 20 m
- a vízfelszín területe (feltöltött állapotban) 1080 km².

Ebben a helyzetben a vízerőmű a tervezetthez képest csupán 34%-os teljesítménnyel üzemel.  Később (2013-ban vagy már jóval korábban) a vízszintet a biztonságos hajózás érdekében a három érintett köztársaság megállapodása alapján 1,3 m-rel megemelték.
A föderációs kormányzat távlati energiagazdálkodási tervében szerepel a víztározó 68 m-re történő feltöltése, az ehhez szükséges munkák elvégzése. A megvalósítás nem egyformán érintené a köztársaságokat: Tatárföldet, melynek területén van a vízerőmű, Udmurtföldet és Baskíriát, valamint a Permi határterületet.